# Holger Gregersen Krognos
Holger Gregersen Krognos (død 1382) var en skånsk adelsmand.
Han hørte til en rig adelsslægt og ejede Vidskøvle og Snogeholm (da kaldet Hejreholm). 
Under Valdemar Atterdag blev han ridder og var ved kongens død blandt 
de mest fremtrædende mænd i Skåne. Han var blandt dem, der anbefalede jyderne at vælge Oluf til konge.
I 1381 var han en af hovedmændene bag at slutte en særfred mellem Skåne og Sverige, hvad der næppe har været dronning Margrethes ønske. I fredstraktaten nævnes han umiddelbart efter Skånes gældkær, dvs. kronens højeste embedsmand, Tuve Galen. Året efter blev sidstnævnte imidlertid afsat, og dronningens tropper indtog hans borg Tustropsø. Ved den lejlighed Holger Krognos dræbt, efter sagnet på dronningens foranledning.
Han var gift med Karen Eriksdatter Saltensee, datter af Erik Nielsen Saltensee, der bl.a. havde Søholm. Han er begravet i Vidskøvle Kirke.